# Camptomyia cognata
Camptomyia cognata är en tvåvingeart som beskrevs av Boris Mamaev 1975. Camptomyia cognata ingår i släktet Camptomyia och familjen gallmyggor. Inga underarter finns listade i Catalogue of Life.